# Стійкове
Стійкове — село в Україні, в Катеринопільській селищній громаді Звенигородського району Черкаської області. Населення становить 247 осіб.

## Люди
В селі народився Цисельський Михайло Петрович (1909-1989) — радянський військовий льотчик, Герой Радянського Союзу.